# Noelle Montcalm
Noelle Montcalm, född 3 april 1988, är en friidrottare från Kanada. Hon deltog vid olympiska sommarspelen 2016 och olympiska sommarspelen 2020.